# Akhenaton
Akhenaton (настоящее имя — Филипп Фраджионе, родился 17 сентября 1968 в Марселе) — французский рэпер и продюсер. За свой творческий псевдоним он взял прозвище, полученное ещё в школе — Akhénaton (Эхнатон, второе имя фараона Аменхотепа IV), так как увлекался историей и искусством Древнего Египта. Также он работал под псевдонимами Chill, AKH, Sentenza, Spectre и Abd-EL-Hakem. Он получил известность в качестве участника группы IAM и с тех пор неоднократно выпускал записи как в составе группы, так и сольно.
Также Akhenaton известен как продюсер некоторых французских рэперов и групп, таких как Passi, Stomy Bugsy, Chiens de Paille, Fonky Family, Freeman (который также являлся участником группы IAM), La Brigade, Le 3ème Œil. Он также является создателем лейбла Côté Obscur, издательского дома La Cosca, и лейбла 361.

## Биография
Филиппе Фраджионе родился в Марселе 17 сентября 1968, родители его были итальянцами из Неаполя, осевшими во Франции. Его юность прошла в Plan-de-Cuques, маленькой деревушке на окраинах города, где они жили вместе с матерью и братом. В 1981 году во время поездки к отцу, жившему в Нью-Йорке с новой семьёй, он открыл для себя хип-хоп музыку. С тех пор начал часто путешествовать в Нью-Йорк, где получил прозвище «Chill Phil». Примерно в то же самое время по возвращении в Марсель он встречает Éric Mazel, диджея, который впоследствии будет известен как Khéops. Mazel и Фраджионе начали совместную работу по продвижению французского хип-хопа.
В 1988 Фраджионе дебютирует как теоретик хип-хопа, выпустив эссе «La deuxième génération du hip-hop» («Второе поколение хип-хопа») в журнале Vé. В том же году он выпускается на B-side сингла американского рэпера MC Choice «Let’s Make Some Noise». По возвращении в Марсель он встречает Geoffroy Mussard (Shurik'n) и Malek Brahimi Freeman. Фраджионе берёт себе псевдоним Akhenaton и вместе с Khéops и Shurik’n основывает группу B.Boys Stance переименованную в IAM в 1989. Позже в группу вступают (Freeman), Imhotep и Kephren.
В 1993 году перед тем, как жениться на марокканке, очень заинтересованный религией Филиппе обращается в ислам и получает имя Abdel Hakim.
После успеха трёх первых альбомов IAM, Akhenaton выпускает свой первый сольный альбом — Métèque et mat в 1995 году. Альбом продаётся тиражом 300,000 копий, за ним следует альбом Sol Invictus, выпущенный в 2001 году. Он начинает работать над другими своими проектами, такими как продюсирование альбома Passi Les tentations (1997) и в 2001 году — фильмом Comme un aimant. Он продолжает совместную работу с IAM, которые вместе выпускают альбом Revoir un printemps в 2003 и Saison 5 в 2007.

## Дискография (сольные проекты)
- 1995 — Métèque et mat
- 1998 — Такси (саундтрек)
- 2000 — Comme un aimant (саундтрек)
- 2000 — Electro Cypher (сборник)
- 2001 — Sol Invictus
- 2002 — Black Album
- 2005 — Double Chill Burger - Quality Best Of (сборник лучших композиций)
- 2006 — Soldats de fortune
- 2010 — Conte De La Frustration
- 2014 — Je suis en vie